# Ана (родовище)
Ана — офшорне газове родовище, розташоване у румунському секторі Чорного моря.

## Опис
У 1995-му в румунському секторі виявили родовище Дойна. Для перевірки припущень щодо наявності інших родовищ у цьому ж геологічному тренді компанія Sterling Resources замовила буріння свердловини Doina Sister-1, котра після успішного завершення стала відома Ana-1. Споруджена наприкінці 2007-го самопідіймальним буровим судно Prometeu свердловина досягнула глибини у 1600 метрів та виявила поклад газу у цільовій формації Дойна. На тестуванні вона показала результат у 0,54 млн м3 на добу, який був обмежений характеристиками наявного обладнання. Восени 2008-го пробурили оціночну свердловину Ana-2, яка пройшла через продуктивний резервуар завтовшки 39 метрів (чиста товщина 23 метри) із пористістю 32 % та гарною проникністю. Спорудження похило-спрямованої Ana-2 здійснювалось з того ж місця що й Ana-1 за допомогою встановленого на дні спеціального шаблону, який надає можливості для легкого повторного освоєння обох свердловин.
Поклади газу виявлені у міоцен-пліоценових пісковиках, формування яких відбувалось в умовах морського мілководдя. Запаси родовища оцінюються на рівні 7 млрд м3 газу.
Розробка Ани відбуватиметься в межах проекту Midia Gas Development (MGD) за єдиним планом із дещо меншим родовищем Дойна. При цьому на Ані в районі з глибиною моря 69,5 метра встановлять одну дистанційно керовану платформу, яка обслуговуватиме видобуток з чотирьох свердловин. Видача газу до берегових потужностей з підготовки відбуватиметься по трубопроводу Ана — Мідія, причому через платформу Ана також проходитиме продукція Дойни.
Контракт на облаштування родовища отримала румунська компанія GSP. У березні 2021-го відбулась успішна операція зі встановлення опорної основи (джекету) платформи, виготовленої на належній GSP верфі у Аджиджа. Цю конструкцію вагою 1300 тон та заввишки 101 метр доправили до місця призначення на судні для транспортування негабаритних вантажів GSP Bigfoot 2, після чого її змонтував плавучий кран великої вантажопідйомності GSP Neptun при сприянні трубоукладального судна GSP Bigfoot 1 та судна забезпечення водолазних операцій GSP Falcon.
Проект MGD реалізує компанія Black Sea Oil & Gas (BSOG), власниками якої є інвестиційний фонд Carlyle International Energy Partners (65 %) та Європейський Банк Реконструкції та Розвитку (Sterling Resources у середині 2010-х відступила свої права зазначеному фонду, який вже в подальшому продав частину участі ЄБРР).